# 雷達 (波蘭)
雷達是波蘭的城鎮，位於該國北部，由濱海省負責管轄，面積29.45平方公里，2006年人口18,509。第二次世界大戰期間，納粹德國在1939年9月9日至1945年3月12日佔領該鎮。

## 外部連結
- Reda`s official web site - Official site of Reda village (ENGLISH/GERMAN/POLISH language)
- Reda localization

54°37′N 18°21′E / 54.617°N 18.350°E